# Gensjösjön
Der Gensjösjön ist ein 0,967 km² großer See in der schwedischen Gemeinde Örnsköldsvik. Er liegt auf 64 m ö.h. und hat eine Länge von 2,8 km, bei einer maximalen Breite von 400 m.

## Geographie
Der Gensjösjön ist der letzte See, den der Södra Anundsjöån durchfließt, bevor er bei Bredbyn in den Norra Anundsjöån mündet. Hier liegen die Ortschaften Västergensjö und Östergensjö.